# Deal of the day
Deal of the day er et tilbud, der er tidsbegrænset og giver procentvise rabatter på services og produkter. Anført af det amerikanske GroupOn, der i 2010 gennemgik en meget kraftig vækst, voksede det danske marked i 2010-2011 fra få til mange spillere, hvor store tjenester er downtown.dk (udsprunget af Downtown Magazine), Sweetdeal (Berlingske Media) og SpotDeal (JP/Politikens Hus)